# Can Jover (Vilassar de Mar)
Can Jover és un edifici del municipi de Vilassar de Mar (Maresme) que forma part de l'Inventari del Patrimoni Arquitectònic de Catalunya.

## Descripció
És un edifici civil, una casa formada per una planta baixa, un pis i un soterrani. Està coberta per una teulada a dues vessants amb el carener paral·lel a la façana. S'accedeix a l'entrada principal per una escalinata central. El seu interès recau en la reforma de la façana que va fer l'arquitecte Eduard Ferrés i Puig el 1902. Destaca l'ús ornamental de la ceràmica de diferents colors que decora les balustrades, la part superior de les obertures i la franja de la cornisa, i l'ús del maó vist, especialment en la cornisa, d'ampli voladís i molt treballada. Hi ha un pati frontal.

## Història
El carrer de Sant Pau és una de les façanes marítimes més interessants del Maresme, La majoria dels edificis reformaren les seves façanes entre finals del segle xix i el segle xx. Totes elles tenen un jardí davanter. Can Jover fou restaurada vers 1915.